# Holst (cratère)
Pour les articles homonymes, voir Holst (homonymie).
Holst est un cratère d'impact présent sur la surface de Mercure. 
Le cratère fut ainsi nommé par l'Union astronomique internationale en 2012 en hommage au compositeur britannique Gustav Holst, auteur d'une suite pour orchestre intitulée Les Planètes, dont le troisième mouvement est consacré à Mercure (Mercure, le messager ailé). 
Son diamètre est de 170 km. Il se situe dans le quadrangle de Derain (quadrangle H-10) de Mercure.  